# Plocama pendula
Plocama pendula là một loài thực vật có hoa trong họ Thiến thảo. Loài này được Aiton miêu tả khoa học đầu tiên năm 1789.

## Hình ảnh

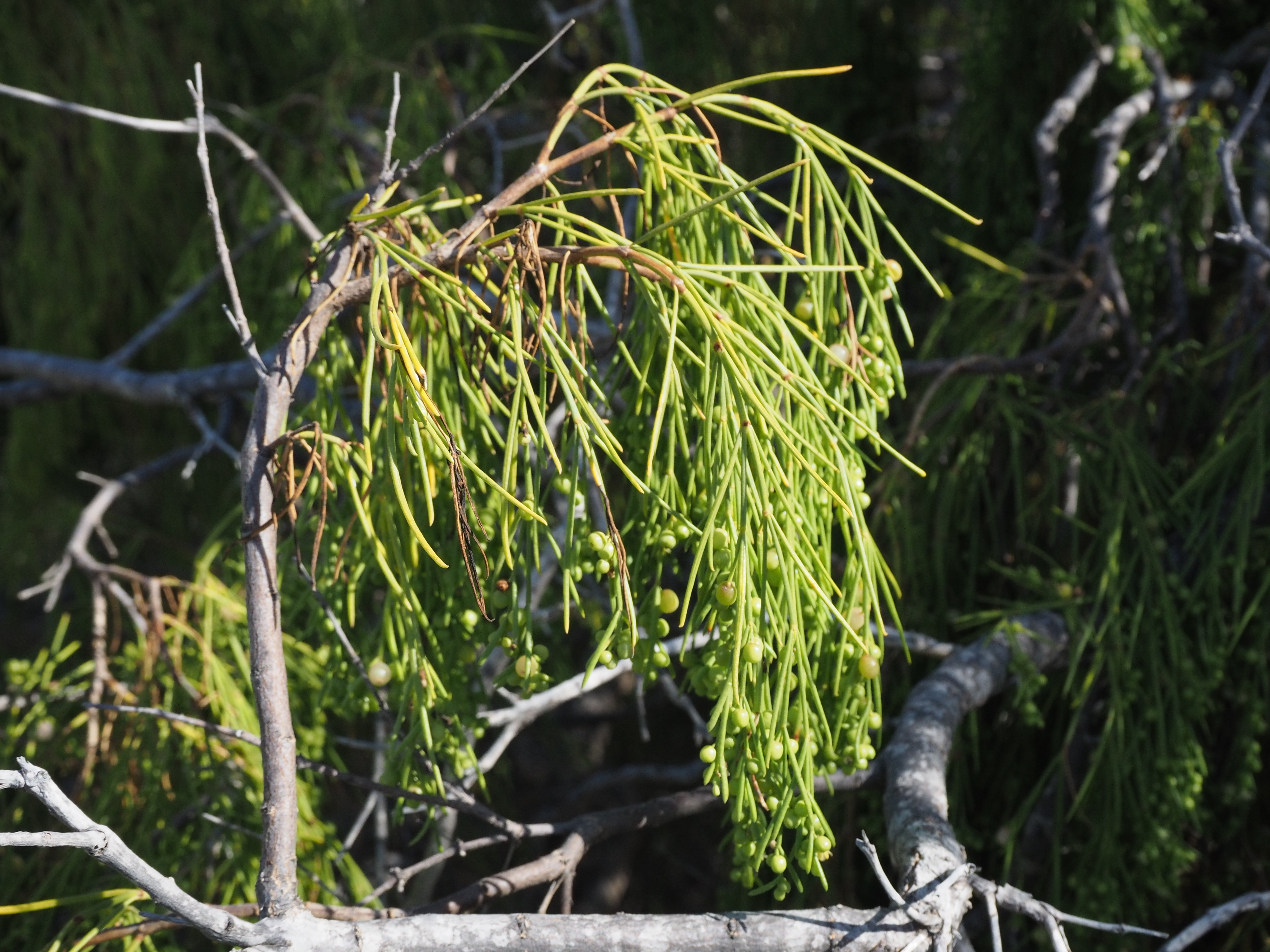
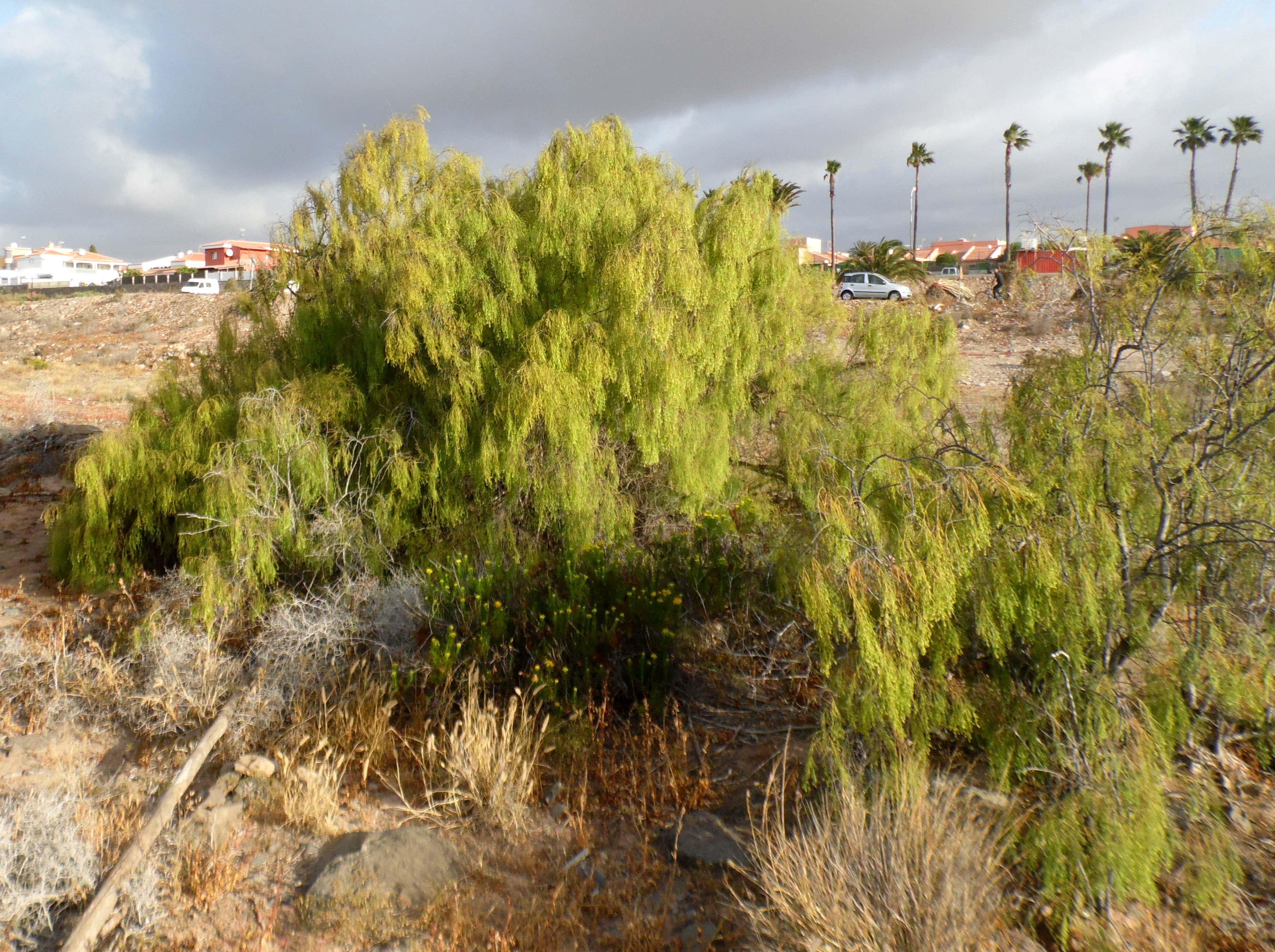